# Copa ACLAV 2017
La Copa ACLAV de 2017 fue la decimotercer edición de la segunda competencia nacional más importante a nivel de clubes de vóley masculino en la Argentina. Comenzó el 18 de octubre y terminó el 26 del mismo mes.
La fase final se jugó en el estadio «La Calderita» de Libertad Burgi Vóley de San Jerónimo Norte en Santa Fe. Por el tercer puesto Personal Bolívar derrotó por 3 a 0 al elenco local. En la final Ciudad Vóley venció por 3 a 2 a UPCN San Juan Vóley obteniendo así su primer título.

## Equipos participantes
| Club                 | Localidad                     |
| -------------------- | ----------------------------- |
| Ciudad Vóley         | Ciudad de Buenos Aires        |
| Gigantes del Sur     | Neuquén, Neuquén              |
| Libertad Burgi Vóley | San Jerónimo Norte, Santa Fe  |
| Lomas Vóley          | Lomas de Zamora, Buenos Aires |
| Monteros Vóley Club  | Monteros, Tucumán             |
| Obras UDAP           | San Juan, San Juan            |
| Personal Bolívar     | Bolívar, Buenos Aires         |
| PSM Vóley            | Puerto San Martín, Santa Fe   |
| River Plate          | Ciudad de Buenos Aires        |
| UNTreF Vóley         | Tres de Febrero, Buenos Aires |
| UPCN Vóley           | San Juan, San Juan            |

## Modo de disputa
La copa está dividida en dos etapas, la primera fase, o fase clasificatoria, y la fase final.
Primera fase
Los participantes se dividen en grupos donde se enfrentan los unos a los otros en tres fines de semana. Los mejores equipos de cada grupo avanzan de fase junto con el organizador de la segunda fase.
Para determinar los mejores equipos se utiliza el mismo sistema que en la Liga A1, se los ordenará en una tabla de posiciones según sus resultados, donde se tienen en cuenta los resultados en los partidos de la siguiente manera:
- Por partido ganado en tres o cuatro sets se otorgan 3 puntos.
- Por partido empatado en cuatro sets se otorga 1 punto más un punto al ganador del quinto set.
- Por partido perdido no se otorgan puntos.

Segunda fase
Los tres mejores equipos de cada grupo y el organizador se emparejan en duelos eliminatorios, donde los ganadores de los mismos juegan la final, mientras que los perdedores el partido por el tercer puesto. Esta fase se juega en una misma sede. El ganador de la final se proclama campeón de la copa.

### Sedes
- Grupo 1: Estadio República de Venezuela, San Carlos de Bolívar
- Grupo 2: Estadio Aldo Cantoni, San Juan
- Grupo 3: Estadio Gorki Grana, Morón
- Finales: Estadio La Calderita, San Jerónimo Norte.

## Primera fase

### Grupo 1
| Pos. | Equipo           | Pts | Partidos | Partidos | Partidos | Sets | Sets | Tantos | Tantos |
| Pos. | Equipo           | Pts | PJ       | PG       | PP       | SG   | SP   | TG     | TP     |
| ---- | ---------------- | --- | -------- | -------- | -------- | ---- | ---- | ------ | ------ |
| 1.º  | Personal Bolívar | 6   | 2        | 2        | 0        | 6    | 0    | 150    | 102    |
| 2.º  | Gigantes del Sur | 3   | 2        | 1        | 1        | 4    | 3    | 151    | 168    |
| 3.º  | PSM Vóley        | 0   | 2        | 0        | 2        | 0    | 6    | 145    | 176    |

|  |                            |
|  | Clasificado a semifinales. |

| 18 de octubre, 21:30 | Personal Bolívar | 3 - 0                           | PSM Vóley | Estadio República de Venezuela, San Carlos de Bolívar |                                              |
|                      |                  | ( 25-17, 25-18, 25-17 ) Reporte |           | Árbitro(s): * Fernando Romano * Luis Fuentes          | Árbitro(s): * Fernando Romano * Luis Fuentes |

| 19 de octubre, 21:30 | Gigantes del Sur | 3 - 1                                 | PSM Vóley | Estadio República de Venezuela, San Carlos de Bolívar |                                              |
|                      |                  | ( 25-19, 25-23, 23-25 28-26 ) Reporte |           | Árbitro(s): * Luis Fuentes * Cristián Chunco          | Árbitro(s): * Luis Fuentes * Cristián Chunco |

| 20 de octubre, 21:30 | Personal Bolívar | 3 - 0                           | Gigantes del Sur | Estadio República de Venezuela, San Carlos de Bolívar |                                                 |
|                      |                  | ( 25-17, 25-11, 25-22 ) Reporte |                  | Árbitro(s): * Fernando Romano * Cristián Chunco       | Árbitro(s): * Fernando Romano * Cristián Chunco |

### Grupo 2
| Pos. | Equipo               | Pts | Partidos | Partidos | Partidos | Sets | Sets | Tantos | Tantos |
| Pos. | Equipo               | Pts | PJ       | PG       | PP       | SG   | SP   | TG     | TP     |
| ---- | -------------------- | --- | -------- | -------- | -------- | ---- | ---- | ------ | ------ |
| 1.º  | UPCN San Juan Vóley  | 9   | 3        | 3        | 0        | 9    | 1    | 248    | 215    |
| 2.º  | Obras de San Juan    | 5   | 3        | 2        | 1        | 6    | 5    | 246    | 240    |
| 3.º  | Libertad Burgi Vóley | 3   | 3        | 1        | 2        | 4    | 6    | 221    | 238    |
| 4.º  | Monteros Vóley Club  | 0   | 3        | 0        | 3        | 2    | 9    | 235    | 257    |

|  |                                             |
|  | Clasificado a semifinales.                  |
|  | Clasificado a semifinales como organizador. |

| 18 de octubre, 19:00 | Obras (San Juan) | 3 - 2                                         | Monteros Vóley | Estadio Aldo Cantoni, San Juan              |                                             |
|                      |                  | ( 19-25, 22-25, 25-22 26-24 y 15-11 ) Reporte |                | Árbitro(s): * Adolfo Keim * Gabriel Cáceres | Árbitro(s): * Adolfo Keim * Gabriel Cáceres |

| 18 de octubre, 21:00 | UPCN San Juan | 3 - 1                                 | Libertad Burgi Vóley | Estadio Aldo Cantoni, San Juan              |                                             |
|                      |               | ( 25-19, 25-21, 23-25 25-23 ) Reporte |                      | Árbitro(s): * Adolfo Keim * Gabriel Cáceres | Árbitro(s): * Adolfo Keim * Gabriel Cáceres |

| 19 de octubre, 19:00 | Obras (San Juan) | 3 - 0                           | Libertad Burgi Vóley | Estadio Aldo Cantoni, San Juan             |                                            |
|                      |                  | ( 25-19, 25-15, 26-24 ) Reporte |                      | Árbitro(s): * Adolfo Keim * Héctor Mereles | Árbitro(s): * Adolfo Keim * Héctor Mereles |

| 19 de octubre, 21:00 | UPCN San Juan Vóley | 3 - 0                           | Monteros Vóley | Estadio Aldo Cantoni, San Juan                      |                                                     |
|                      |                     | ( 25-20, 25-21, 25-23 ) Reporte |                | Árbitro(s): * Fernando Montiveros * Gabriel Cáceres | Árbitro(s): * Fernando Montiveros * Gabriel Cáceres |

| 20 de octubre, 19:00 | Monteros Vóley | 0 - 3                           | Libertad Burgi Vóley | Estadio Aldo Cantoni, San Juan                  |                                                 |
|                      |                | ( 21-25, 20-25, 23-25 ) Reporte |                      | Árbitro(s): * Jonatan Escudero * Héctor Mereles | Árbitro(s): * Jonatan Escudero * Héctor Mereles |

| 20 de octubre, 21:00 | UPCN San Juan Vóley | 3 - 0                           | Obras (San Juan) | Estadio Aldo Cantoni, San Juan                  |                                                 |
|                      |                     | ( 25-20, 25-20, 25-23 ) Reporte |                  | Árbitro(s): * Adolfo Keim * Fernando Montiveros | Árbitro(s): * Adolfo Keim * Fernando Montiveros |

### Grupo 3
| Pos. | Equipo       | Pts | Partidos | Partidos | Partidos | Sets | Sets | Tantos | Tantos |
| Pos. | Equipo       | Pts | PJ       | PG       | PP       | SG   | SP   | TG     | TP     |
| ---- | ------------ | --- | -------- | -------- | -------- | ---- | ---- | ------ | ------ |
| 1.º  | Ciudad Vóley | 8   | 3        | 3        | 0        | 9    | 2    | 253    | 225    |
| 2.º  | UNTreF Vóley | 7   | 3        | 2        | 1        | 8    | 4    | 288    | 270    |
| 3.º  | Lomas Vóley  | 3   | 3        | 1        | 3        | 3    | 6    | 210    | 213    |
| 4.º  | River Plate  | 0   | 3        | 0        | 3        | 1    | 9    | 216    | 259    |

|  |                            |
|  | Clasificado a semifinales. |

| 18 de octubre, 19:00 | Lomas Vóley | 0 - 3                           | UNTreF Vóley | Polideportivo Gorki Grana, Morón                |                                                 |
|                      |             | ( 23-25, 26-28, 22-25 ) Reporte |              | Árbitro(s): * Carlos Dalinger * Ricardo Cabrera | Árbitro(s): * Carlos Dalinger * Ricardo Cabrera |

| 18 de octubre, 21:00 | Ciudad Vóley | 3 - 0                           | River Plate | Polideportivo Gorki Grana, Morón       |                                        |
|                      |              | ( 25-18, 25-23, 25-19 ) Reporte |             | Árbitro(s): * Karina René * Juan Silva | Árbitro(s): * Karina René * Juan Silva |

| 19 de octubre, 18:00 | Lomas Vóley | 3 - 0                           | River Plate | Polideportivo Gorki Grana, Morón                |                                                 |
|                      |             | ( 25-21, 25-23, 25-16 ) Reporte |             | Árbitro(s): * José Luis Barrios * Víctor Bagala | Árbitro(s): * José Luis Barrios * Víctor Bagala |

| 19 de octubre, 21:00 | Ciudad Vóley | 3 - 2                                       | UNTreF Vóley | Polideportivo Gorki Grana, Morón            |                                             |
|                      |              | ( 25-22, 22-25, 25-23 16-25, 15-6 ) Reporte |              | Árbitro(s): * Karina René * Emanuel Herrera | Árbitro(s): * Karina René * Emanuel Herrera |
| TV: TyC Sports       |              |                                             |              |                                             |                                             |

| 20 de octubre, 19:00 | UNTreF Vóley | 3 - 1                                 | River Plate | Polideportivo Gorki Grana, Morón                  |                                                   |
|                      |              | ( 25-20, 34-36, 25-20 25-20 ) Reporte |             | Árbitro(s): * José Luis Barrios * Carlos Dalinger | Árbitro(s): * José Luis Barrios * Carlos Dalinger |

| 20 de octubre, 21:00 | Ciudad Vóley | 3 - 0                           | Lomas Vóley | Polideportivo Gorki Grana, Morón                |                                                 |
|                      |              | ( 25-22, 25-21, 25-21 ) Reporte |             | Árbitro(s): * Ricardo Cabrera * Emanuel Herrera | Árbitro(s): * Ricardo Cabrera * Emanuel Herrera |

## Segunda fase
|  | Semifinales          | Semifinales |              |                     | Final            | Final        |  |
|  |                      |             |              |                     |                  |              |  |
|  |                      |             |              |                     |                  |              |  |
|  | Personal Bolívar     | 0           |              |                     |                  |              |  |
|  | Personal Bolívar     | 0           |              |                     |                  |              |  |
|  | UPCN San Juan Vóley  | 3           |              |                     |                  |              |  |
|  | UPCN San Juan Vóley  | 3           |              | UPCN San Juan Vóley | 2                |              |  |
|  |                      |             |              | UPCN San Juan Vóley | 2                |              |  |
|  |                      |             | Ciudad Vóley | 3                   |                  |              |  |
|  | Libertad Burgi Vóley | 1           | Ciudad Vóley | 3                   |                  |              |  |
|  | Libertad Burgi Vóley | 1           |              |                     |                  |              |  |
|  | Ciudad Vóley         | 3           |              |                     | Tercer lugar     | Tercer lugar |  |
|  | Ciudad Vóley         | 3           |              |                     | Tercer lugar     | Tercer lugar |  |
|  |                      |             |              |                     |                  |              |  |
|  |                      |             |              |                     | Libertad Burgi   | 0            |  |
|  |                      |             |              |                     | Libertad Burgi   | 0            |  |
|  |                      |             |              |                     | Personal Bolívar | 3            |  |
|  |                      |             |              |                     | Personal Bolívar | 3            |  |
|  |                      |             |              |                     |                  |              |  |

Semifinales
| 25 de octubre, 19:00 | Personal Bolívar | 0 - 3                           | UPCN San Juan Vóley | Estadio La Calderita, San Jerónimo Norte     |                                              |
|                      |                  | ( 15-25, 21-25, 30-32 ) Reporte |                     | Árbitro(s): * Sebastián Cagiao * Pablo Pérez | Árbitro(s): * Sebastián Cagiao * Pablo Pérez |

| 25 de octubre, 21:00 | Libertad Burgi Vóley | 1 - 3                                 | Ciudad Vóley | Estadio La Calderita, San Jerónimo Norte     |                                              |
|                      |                      | ( 25-22, 26-28, 16-25 19-25 ) Reporte |              | Árbitro(s): * Pablo Gómez * Marcelo Pierobon | Árbitro(s): * Pablo Gómez * Marcelo Pierobon |

Tercer puesto
| 26 de octubre, 19:00 | Libertad Burgi Vóley | 0 - 3                           | Personal Bolívar | Estadio La Calderita, San Jerónimo Norte     |                                              |
|                      |                      | ( 24-26, 24-26, 20-25 ) Reporte |                  | Árbitro(s): * Marcelo Pierobon * Pablo Gómez | Árbitro(s): * Marcelo Pierobon * Pablo Gómez |

Final
| 26 de octubre, 21:00 | UPCN San Juan Vóley | 2 - 3                                        | Ciudad Vóley | Estadio La Calderita, San Jerónimo Norte     |                                              |
|                      |                     | ( 21-25, 22-25, 25-23 25-21, 11-15 ) Reporte |              | Árbitro(s): * Pablo Pérez * Sebastián Cagiao | Árbitro(s): * Pablo Pérez * Sebastián Cagiao |
| TV: TyC Sports       |                     |                                              |              |                                              |                                              |